# ناحیه هارپ، شهرستان دویت، ایلینوی
ناحیه هارپ (به انگلیسی: Harp Township) یک منطقهٔ مسکونی در ایالات متحده آمریکا است که در شهرستان دویت واقع شده‌است. ناحیه هارپ ۳۱۱ نفر جمعیت دارد و ۲۲۹ متر بالاتر از سطح دریا واقع شده‌است.